# Mohamed bin Zayed Al Nahyan
Mohammed bin Zayed bin Sultan Al-Nahyan (sinh ngày 11 tháng 3 năm 1961) là Tổng thống thứ 3 của Các Tiểu vương quốc Ả Rập thống nhất, tiểu vương của Abu Dhabi và là Tư lệnh Tối cao của các Lực lượng Vũ trang Các Tiểu vương quốc Ả Rập Thống nhất (UAE). Ông được xem là động lực đằng sau đôn thúc các chính sách đối ngoại của UAE và là nhà lãnh đạo của một chiến dịch chống lại các phong trào Hồi giáo quá khích Ả Rập. Sau khi Vương huynh Khalifa bin Zayed Al Nahyan bị đột quỵ năm 2014, ông được coi là người cai trị trên thực tế UAE.

## Thời thơ ấu

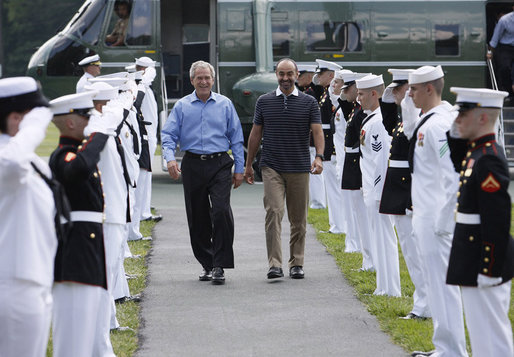
Tổng thống Hoa Kỳ George W Bush đi cùng với Al-Nahyan tại Honor Guard khi ông đến trại David vào tháng 6 năm 2008

Mohammed Al-Nahyan sinh ngày 11 tháng 3 năm 1961. Ông là con thứ ba của Zayed bin Sultan Al Nahyan, Tổng thống đầu tiên của Các tiểu vương quốc Ả Rập Thống nhất và là người cai trị của Abu Dhabi, và người vợ thứ ba của ông, Sheikh Fatima, Mubarak Al Ketbi. Ông có năm em trai: Hamdan, Hazza, Tahnoun, Mansour và Abdullah. Họ được gọi là Bani Fatima hay con của Fatima [.

## Sự nghiệp chính trị và kinh doanh
Tháng 11/2003, cha Zayed bin Sultan bổ nhiệm Sheikh Mohammed làm Phó thái tử Abu Dhabi  Al-Nayhan trở thành Thái tử của Abu Dhabi vào tháng 11 năm 2004 và được bổ nhiệm làm Phó Tư lệnh Tối cao của Các Lực lượng Vũ trang UAE vào tháng 1 năm 2005. Cuối tháng đó, ông được thăng cấp tướng. Từ tháng 12 năm 2004, ông cũng từng là Chủ tịch Hội đồng Điều hành Abu Dhabi, chịu trách nhiệm về việc phát triển và lên kế hoạch cho Emirates của Abu Dhabi và là một thành viên của Hội đồng Dầu khí Tối cao. Vì vậy, ông phục vụ như là một cố vấn đặc biệt cho Tổng thống của UAE, Khalifa bin Zayed Al-Nahyan, anh trai của ông. Ông là người đứng đầu Hội đồng Phát triển Kinh tế Abu Dhabi (ADCED), là hội đồng tư vấn chính sách kinh tế ở Abu Dhabi.
Al-Nahyan cũng là người đứng đầu của Công ty Phát triển Mubadala, kể từ khi thành lập vào năm 2002, đại diện cho đầu máy đầu tư chính cho chính phủ Abu Dhabi. Al-Nahyan cũng là Giám đốc của Cơ quan đầu tư Abu Dhabi, quỹ tài sản quốc gia của Abu Dhabi.
Ngoài ra, ông cũng là người đứng đầu Hội đồng Giáo dục Abu Dhabi được thành lập vào năm 2005. Những nỗ lực của ông trong lĩnh vực phát triển kinh tế nhằm mục đích tăng cường đa dạng hóa kinh tế tại Emirates của Abu Dhabi. Là người đứng đầu của nhóm Điều chỉnh UAE, Al-Nahyan là tham gia với nhiệm vụ phân luồng đầu tư quốc phòng liên quan đến các dự án mang lại lợi nhuận nhiều lĩnh vực khác nhau để giúp đa dạng hóa nền kinh tế của UAE.
Năm 2008, nhóm đầu tiên của các học giả Đại học Sheikh Mohamed Zayed được lựa chọn như là một phần của một sáng kiến với Đại học New York Abu Dhabi, nhận sinh viên xuất sắc ở United Arab Emirates và cung cấp cho họ những cơ hội học tập và lãnh đạo đặc biệt.

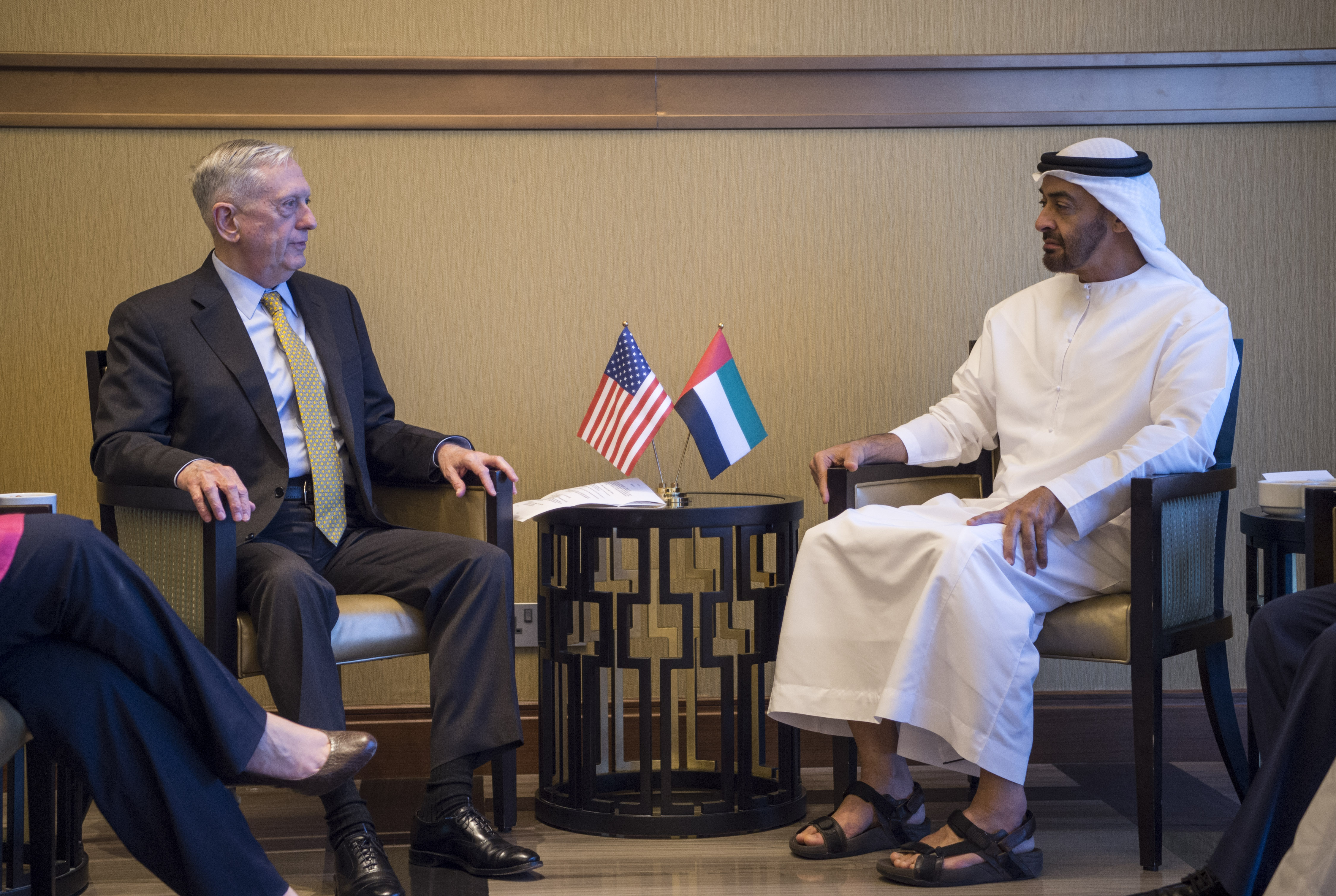
Al-Nahyan với bộ trượng Quốc phòng Mỹ James Mattis, Abu Dhabi, tháng 2 2017

Tháng 6 năm 2009, Al-Nayhan và Tổng thống Nicolas Sarkozy của Pháp đã khánh thành một cuộc triển lãm tại Emirates Palace Hotel, bao gồm các tác phẩm nghệ thuật mua cho Louvre Abu Dhabi, cũng như các khoản vay từ các viện bảo tàng quốc gia Pháp để đánh dấu sự khởi đầu của việc xây dựng công trình của tiền đồn Louvre, nằm trong khu văn hoá ở đảo Saadiyat. Al-Nayhan cũng tuyên bố, ông tin rằng Guggenheim Abu Dhabi sẽ có thể "tích lũy được một bộ sưu tập nghệ thuật có uy tín" vào thời điểm mở cửa vào năm 2012.
Tháng 11 năm 2010, Al-Nayhan và Ngoại trưởng UAE Abdullah bin Zayed Al Nahyan hoan nghênh Nữ hoàng Elizabeth II của Vương quốc Anh và Hoàng tử Philip, Công tước Edinburgh đến UAE trong chuyến thăm cấp nhà nước lần thứ 2. Al-Nahyan cũng đi cùng Nữ hoàng và Công tước trong chuyến đi thăm Nhà thờ Hồi giáo Lớn Sheikh Zayed vào đầu chuyến thăm của họ . Tháng 1 năm 2011, Al-Nahyan đón tiếp Ngoại trưởng Hoa Kỳ Hillary Clinton.
Một công dân Hoa Kỳ Khaled Hassen trong một kiện tụng vì bị tra tấn được tiền hòa giải 10 triệu đô la do tòa án liên bang ở LA phán, chống lại ba thành viên cao cấp của gia đình cầm quyền ở Các tiểu vương quốc Ả Rập thống nhất, trong đó có Mohammed bin Zayed Al Nahyan, sau khi Bộ Ngoại giao chứng minh người đàn ông thực sự đã bị giam giữ và tra tấn như ông đã tuyên bố.
Ông đại diện cho các Tiểu vương quốc Ả rập thống nhất trong Hội nghị Thượng đỉnh An ninh Hạt nhân năm 2012 và 2014 do Hàn Quốc và Hà Lan tổ chức.
Vào năm 2017, Chính phủ Ấn Độ đã mời Sheikh Mohammed làm Chánh khách của Ngày kỷ niệm Quốc hội lần thứ 68 vào ngày 26 tháng 1 năm 2017.